# Klippstrandskata
Klippstrandskata (Haematopus bachmani) är en fågel i familjen strandskator inom ordningen vadarfåglar som förekommer i västra Nordamerika.

## Utseende
Klippstrandskatan är en helmörk, 43-45 cm lång strandskata med gult öga, orangeröd ögonring och ljusskära ben. Liksom de flesta amerikanska strandskator är ryggen brunsvart. Den är mycket lik sydamerikansk strandskata, men är något slankare samt har kortare vingar, något mörkare ben och inte lika djup näbb. 

## Utbredning
Fågeln förekommer utmed USA:s och Kanadas västkust, från västra Aleuterna till centrala Baja California och Coronado Islands. Den har påträffats tillfälligt i Ryssland.

## Systematik
Sedan 2016 behandlas den av tongivande Handbook of the Birds of the World och Birdlife International som underart till sydamerikansk strandskata (H. ater) på basis av endast små skillnader i utseende och läte. Den behandlas som monotypisk, det vill säga att den inte delas in i några underarter. 

## Levnadssätt
Klippstrandskatan häckar som namnet avslöjar på klippiga kuster och öar. Utanför häckningstid hittas den även på tidvattensslätter. Födan består bland annat av kräftdjur, havsborstmaskar, musslor, tagghudingar, ledsnäckor, långhalsar och ibland även fisk. Fågeln häckar i maj och juni, med start två veckor tidigare i söder än i norr. Den lägger ett till fyra ägg i en uppskrapad grop i marken som fodrats med stenflisor och snäckskal. Äggen ruvas i 24-33 dagar.

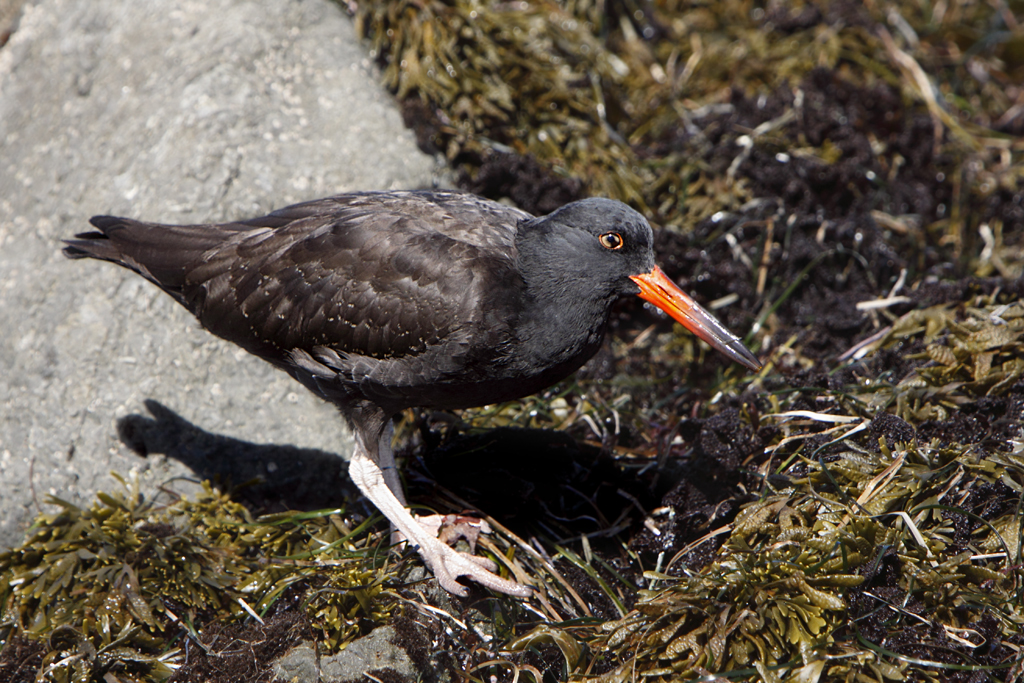
Juvenil

## Status
Internationella naturvårdsunionen IUCN kategoriserar klippstrandskata numera som en underart till sydamerikansk strandskata och bedömer därför inte dess hotstatus. Den beskrivs som rätt jämnt och vida spridd i utbredningsområdet och lever ofta i ostörda områden som inte hotas av bebyggelse. Den minskar dock kraftigt i södra Kalifornien och dess tillstånd bevakas på den nordamerikanska listan The State of the Birds.

## Namn
Fågelns vetenskapliga artnamn hedrar John Bachman (1790-1874), amerikansk vetenskapsman och naturforskare, nära vän till John James Audubon som beskrev arten.